# Djibril Cissé
Djibril Cissé (ur. 12 sierpnia 1981 w Arles) – francuski piłkarz pochodzenia iworyjskiego, który występował na pozycji napastnika. Od 2005 roku posiada tytuł Lord Dworu Frodsham.
Cissé rozpoczął swoją karierę w 1993 roku w wieku 11 lat w klubie Nîmes Olympique. Następnie przeniósł się do AJ Auxerre, gdzie najpierw występował w zespołach juniorskich, zaś od 1998 w pierwszej drużynie. W 2004 roku przeniósł się do angielskiego Liverpool, mimo iż do tego klubu miał trafić już rok wcześniej. Zanim jednak opuścił Francję, rozegrał w barwach Auxerre pełne sześć sezonów, w trakcie których rozegrał 166 spotkania i zdobył 90 goli. Podczas pobytu na Anfield Cissé rozegrał 83 spotkania i zdobył 26 bramek. Na początku sezonu 2006/07 Francuz został wypożyczony do Olympique Marsylii i 15 goli zdobytych w 25 spotkaniach przyczyniło się do tego, że Marsylczycy zdecydowali się wykupić go na stałe. Cissé powrócił do Anglii w sezonie 2008/09, gdy był wypożyczony do Sunderlandu, w barwach którego rozegrał 39 spotkań i zdobył 11 goli. 25 czerwca 2009 roku za kwotę 9 milionów € Francuz trafił do greckiego Panathinaikosu, z którym podpisał czteroletni kontrakt. Dla „Koniczynek” w ciągu dwóch sezonów strzelił 50 bramek. 12 lipca 2011 roku oficjalnie stał się piłkarzem włoskiego klubu S.S. Lazio. „Biancocelesti” wykupili Cissé za kwotę 5,8 mln euro. Francuz związał się z nimi czteroletnią umową.
6 lutego 2017 Cissé ogłosił, że kończy definitywnie karierę w wieku 35 lat i zostanie komentatorem sportowym portalu Yahoo Sport.
W lipcu 2017 roku wznowił karierę piłkarską podpisując roczną umowę z beniaminkiem trzeciej ligi szwajcarskiej, Yverdon-Sport FC.

## Życie prywatne
Cissé urodził się w muzułmańskiej rodzinie, jednakże sam jest katolikiem. Jego ojciec, Mangué Cissé, był piłkarzem i kapitanem reprezentacji Wybrzeża Kości Słoniowej. W 1974 państwo Cissé zdecydowali się opuścić Wybrzeże Kości Słoniowej i przenieśli się do Francji. Djibril był siódmym i ostatnim dzieckiem swoich rodziców. Wcześniej na świat przyszli Nma, Damaye, Abou, Fode, Seni i Hamed. Po swoim transferze do Liverpool Cissé zakupił dom we wsi Frodsham w hrabstwie Cheshire i w ten sposób zdobył tytuł Lorda Dworu Frodsham. Wkrótce po zakupie posiadłości media opisały decyzję piłkarza, który zakazał Cheshire Forest Hunt polowania na lisy na swojej ziemi. W czerwcu 2005 roku Djibril Cissé poślubił Jude Littler, walijską fryzjerkę z hrabstwa Anglesey. Ślub odbył się w zamku Bodelwyddan, a całą uroczystość uświetniły takie osobistości jak Shaun Wright-Phillips, czy koledzy Cisségo z reprezentacji Francji Louis Saha i Sylvain Wiltord. Cissé ubrany był w smoking koloru koszulek Liverpoolu. W październiku 2005 roku otrzymał upomnienie z rąk policji z powodu uderzenia 15-letniego chłopca podczas kręcenia reklamy w Docklands. Cissé i jego żona Jude mają trójkę dzieci: synów Cassiusa urodzonego w 2006 roku i Liama urodzonego w 2010 roku oraz córkę Ilonę, która przyszła na świat w 2001 roku.
Jego żona Jude ma także syna Liama, dziecko z poprzedniego małżeństwa. W styczniu 2006 roku Cissé otrzymał od policji kolejne ostrzeżenie, tym razem za napaść na własną żonę, która wówczas była już w zaawansowanej ciąży. 27 lipca 2008 roku późnym sobotnim wieczorem w szpitalu Chester jego żona urodziła ich drugiego syna, Prince’a Kobe’a Cissé. Cissé zaliczył również epizod we francuskiej komedii Taxi 4, gdzie zagrał samego siebie. 1 kwietnia 2009 roku Cissé został aresztowany pod zarzutem napaści na kobietę. Do całej sytuacji miało dojść pod jednym z klubów lap-dance w Newcastle. Wkrótce po zatrzymaniu zawodnik wyszedł z aresztu po zapłaceniu kaucji.
20 lutego 2010 roku Jude urodziła czwarte dziecko pary (i zarazem trzeciego syna) Marleya Jacksona.

## Kariera klubowa
Cissé rozpoczął swoją karierę w klubie Nîmes Olympique, jednakże już w wieku 15 lat przeszedł do zespołu AJ Auxerre. W 1999 roku w barwach młodzieżowego zespołu Auxerre zdobył juniorski puchar Coupe Gambardella. W ciągu swoich dwóch pierwszych sezonów w barwach klubu z południa Francji Cissé zaliczył tylko 3 występy w pierwszym zespole i nie zdobył ani jednego gola. Pierwszym sezonem, gdy na stałe przebił się do głównego zespołu były rozgrywki 2000/01. Wtedy to rozegrał 25 spotkań, w trakcie których zdobył 8 bramek. Pierwszym trofeum, które zdobył w dorosłej piłce był Puchar Francji wygrany w maju 2003 roku. Zdobycie krajowego pucharu otworzyło Auxerre drogę do zwycięstwa w Superpucharze Francji, lecz 26 lipca 2003 roku klub Cissé przegrał 1-2 z mistrzem Francji Olympique Lyon. W sezonach 2001/02 i 2003/04 Cissé zdobywał tytuł króla strzelców Ligue 1 i w ciągu wszystkich sezonów w barwach Auxerre rozegrał 128 spotkań ligowych i zdobył 70 goli. Przed sezonem 2004/05 za kwotę 14 milionów £ Francuz trafił do angielskiego Liverpoolu. Liverpool już rok wcześniej próbował ściągnąć Cissé na Anfield i nie było tajemnicą, że Gérard Houllier, ówczesny menadżer The Reds był wielkim fanem Francuza.
1 lipca 2004 roku stał się zawodnikiem Liverpool FC, który to klub starał się o francuskiego napastnika już od około dwóch lat. Angielski klub zapłacił za niego około 14,5 miliona funtów. Jednakże już po trzech miesiącach zawodnik doznał skomplikowanego złamania nogi (gdyby nie nastawienie kości jeszcze na stadionie, prawdopodobnie konieczna byłaby amputacja), które wyeliminowało go z większej części sezonu 2004-05.
14 maja 2006 Cissé został wyselekcjonowany, przez Raymonda Domenecha, do wyjazdu na Mistrzostwa Świata w Piłce Nożnej 2006, jednak 7 czerwca, podczas meczu z Chinami (wygranego 3:1), doznał złamania kości piszczelowej i strzałkowej prawej nogi, co przekreśliło jego szansę na występ w turnieju. Zwolnione przez niego miejsce zajął Sidney Govou. Po udanym sezonie 2006/2007 na wypożyczeniu w Olympique Marsylia francuski klub zdecydował się na wykupienie go z Liverpool FC za 6 mln funtów.
Krótko po transferze do Liverpoolu Cissé nabył posiadłość we Frodsham. Wraz z nią nabył honorowy tytuł szlachecki, w związku z czym oficjalnie jest teraz angielskim lordem.
26 stycznia 2008 roku zdobył hat tricka w meczu przeciwko Caen (wygranym przez Marsylię 6-1).
Sezon 2007/008, Cisse zakończył z dorobkiem 16 bramek, co dało mu 3. miejsce w rankingu strzelców Ligue1. Mimo dobrego sezonu piłkarz nie został powołany na Euro 2008.
20 sierpnia 2008 roku Djibril Cisse został wypożyczony przez Olympique Marsylię do angielskiego Sunderlandu. W umowie została również zawarta możliwość wykupienia zawodnika. W barwach Czarnych Kotów, grał z numerem 9.
Już w sobotnim meczu z Tottenhamem (23.08.2008), Francuz zdobył swoją pierwszą bramkę dla Sunderlandu i to właśnie jego nazwisko głośno wykrzykiwali kibice gości zgromadzeni na White Hart Lane. Mecz zakończył się wynikiem 2:1 dla Kotów, a Cisse został bohaterem spotkania. Dla Sunderlandu ogółem zdobył 11 bramek, z czego aż 10 w rozgrywkach Premier League.
25 czerwca 2009 podpisał 4-letni kontrakt z greckim Panathinaikosem. Kwota transferu wyniosła 8 milionów euro. Zadebiutował w nowym klubie w wyjazdowym meczu w ramach el. Ligi Mistrzów ze Spartą Praga. Nie wykorzystał w tym spotkaniu rzutu karnego.
Swoją pierwszą bramkę w barwach PAO zdobył w meczu z Ergotelisem Heraklion w 1. kolejce Ligi Greckiej.
Pierwszy sezon w Panathinaikosie był dla Cisse bardzo udany. Z tą drużyną zdobył mistrzostwo oraz puchar Grecji i sam z dorobkiem 23 bramek został królem strzelców ligi. Rok później Cisse ponownie został królem strzelców ligi greckiej.
12 lipca 2011 roku Cisse podpisał czteroletni kontrakt z włoskim S.S. Lazio.
31 stycznia 2012 roku podpisał umowę z Queens Park Rangers. Angielski klub zapłacił za niego 4 miliony funtów. W styczniu 2013 roku został wypożyczony do katarskiego klubu Al-Gharafa. 28 czerwca 2013 roku rozwiązał kontrakt z Queens Park Rangers za porozumieniem stron.
4 czerwca 2013 roku podpisał roczny kontrakt z rosyjskim Kubaniem Krasnodar, w którym występował z numerem 13.
1 stycznia 2014 roku powrócił po pięciu latach do Francji, podpisując półtoraroczny kontrakt z Bastią. Jak twierdzi Cissé, powrót do Francji zwiększy jego szansę na angaż do kadry na mundial 2014 w Brazylii.
W październiku 2015 roku ogłosił zakończenie piłkarskiej kariery.

## Statystyki kariery

### Klub
Aktualne na dzień 14 grudnia 2014
| Klub                      | Sezon   | Liga  | Liga | Puchar | Puchar | Puchar Ligi | Puchar Ligi | UEFA  | UEFA | Inne  | Inne | Suma  | Suma |
| Klub                      | Sezon   | Mecze | Gole | Mecze  | Gole   | Mecze       | Gole        | Mecze | Gole | Mecze | Gole | Mecze | Gole |
| ------------------------- | ------- | ----- | ---- | ------ | ------ | ----------- | ----------- | ----- | ---- | ----- | ---- | ----- | ---- |
| AJ Auxerre                | 1998/99 | 1     | 0    | 0      | 0      | 0           | 0           | 0     | 0    | 0     | 0    | 1     | 0    |
| AJ Auxerre                | 1999/00 | 2     | 0    | 0      | 0      | 0           | 0           | 0     | 0    | 0     | 0    | 2     | 0    |
| AJ Auxerre                | 2000/01 | 25    | 8    | 4      | 5      | 2           | 1           | 4     | 1    | 0     | 0    | 35    | 15   |
| AJ Auxerre                | 2001/02 | 29    | 22   | 0      | 0      | 2           | 2           | 0     | 0    | 0     | 0    | 31    | 24   |
| AJ Auxerre                | 2002/03 | 33    | 14   | 6      | 6      | 0           | 0           | 6     | 1    | 0     | 0    | 45    | 21   |
| AJ Auxerre                | 2003/04 | 38    | 26   | 3      | 1      | 4           | 1           | 7     | 2    | 0     | 0    | 52    | 30   |
| Liverpool                 | 2004/05 | 16    | 4    | 0      | 0      | 0           | 0           | 9     | 1    | 0     | 0    | 25    | 5    |
| Liverpool                 | 2005/06 | 33    | 9    | 6      | 2      | 0           | 0           | 13    | 6    | 5     | 2    | 57    | 19   |
| Olympique Marsylia (wyp.) | 2006–07 | 21    | 8    | 4      | 7      | 0           | 0           | 0     | 0    | 0     | 0    | 25    | 15   |
| Olympique Marsylia        | 2007/08 | 35    | 16   | 3      | 2      | 2           | 1           | 10    | 3    | 0     | 0    | 50    | 22   |
| Olympique Marsylia        | 2008/09 | 2     | 0    | 0      | 0      | 0           | 0           | 1     | 0    | 0     | 0    | 3     | 0    |
| Sunderland (wyp.)         | 2008/09 | 35    | 10   | 1      | 1      | 2           | 0           | 0     | 0    | 0     | 0    | 38    | 11   |
| Panathinaikos AO          | 2009/10 | 28    | 23   | 6      | 1      | 0           | 0           | 12    | 5    | 0     | 0    | 46    | 29   |
| Panathinaikos AO          | 2010/11 | 33    | 20   | 4      | 2      | 0           | 0           | 6     | 0    | 0     | 0    | 43    | 22   |
| S.S. Lazio                | 2011/12 | 18    | 1    | 2      | 1      | 0           | 0           | 7     | 3    | 0     | 0    | 27    | 5    |
| Queens Park Rangers       | 2011/12 | 8     | 6    | 0      | 0      | 0           | 0           | 0     | 0    | 0     | 0    | 8     | 6    |
| Queens Park Rangers       | 2012/13 | 18    | 3    | 0      | 0      | 2           | 1           | 0     | 0    | 0     | 0    | 20    | 4    |
| Al-Gharafa (wyp.)         | 2012/13 | 9     | 1    | 2      | 1      | 0           | 0           | 0     | 0    | 8     | 4    | 19    | 6    |
| Kubań Krasnodar           | 2013/14 | 15    | 4    | 0      | 0      | 0           | 0           | 10    | 1    | 0     | 0    | 25    | 5    |
| SC Bastia                 | 2013/14 | 15    | 2    | 0      | 0      | 0           | 0           | 0     | 0    | 0     | 0    | 15    | 2    |
| SC Bastia                 | 2014/15 | 5     | 0    | 0      | 0      | 1           | 2           | 0     | 0    | 0     | 0    | 6     | 2    |
| JS Saint-Pierroise        | 2015    | 1     | 0    | 0      | 0      | 0           | 0           | 0     | 0    | 0     | 0    | 1     | 0    |
| Yverdon-Sport FC          | 2017/18 | 28    | 24   | 0      | 0      | 0           | 0           | 0     | 0    | 0     | 0    | 28    | 24   |
| A.C. Vicenza 1902         | 2018/19 | 0     | 0    | 0      | 0      | 0           | 0           | 0     | 0    | 0     | 0    | 0     | 0    |
| Suma                      | Suma    | 452   | 205  | 41     | 29     | 18          | 9           | 93    | 27   | 6     | 2    | 610   | 272  |

### Gole w reprezentacji
| #  | Data                | Miejsce                                              | Przeciwnik    | Wynik | Rezultat   | Rozgrywki                            |
| -- | ------------------- | ---------------------------------------------------- | ------------- | ----- | ---------- | ------------------------------------ |
| 1. | 7 września 2002     | Stadion GSP, Nikozja, Cypr                           | Cypr          | 2–1   | Zwycięstwo | Mistrzostwa Europy 2004 – eliminacje |
| 2. | 30 kwietnia 2003    | Stade de France, Paryż, Francja                      | Egipt         | 5–0   | Zwycięstwo | Mecz towarzyski                      |
| 3. | 22 czerwca 2003     | Stade de France, Paryż, Francja                      | Nowa Zelandia | 5–0   | Zwycięstwo | Puchar Konfederacji 2003             |
| 4. | 8 września 2004     | Tórsvøllur, Thorshavn, Wyspy Owcze                   | Wyspy Owcze   | 2–0   | Zwycięstwo | Mistrzostwa Świata 2006 – eliminacje |
| 5. | 31 maja 2005        | Stade Municipal Saint-Symphorien, Metz, Francja      | Węgry         | 2–1   | Zwycięstwo | Mecz towarzyski                      |
| 6. | 3 września 2005     | Tórsvøllur, Thorshavn, Wyspy Owcze                   | Wyspy Owcze   | 3–0   | Zwycięstwo | Mistrzostwa Świata 2006 – eliminacje |
| 7. | 3 września 2005     | Tórsvøllur, Thorshavn, Wyspy Owcze                   | Wyspy Owcze   | 3–0   | Zwycięstwo | Mistrzostwa Świata 2006 – eliminacje |
| 8. | 8 października 2005 | Stade de Suisse Wankdorf, Berno, Szwajcaria          | Szwajcaria    | 1–1   | Remis      | Mistrzostwa Świata 2006 – eliminacje |
| 9. | 9 listopada 2005    | Stade d’Honneur de Dillon, Fort-de-France, Martynika | Kostaryka     | 3–2   | Zwycięstwo | Mecz towarzyski                      |

## Sukcesy

### Klub
AJ Auxerre
- Puchar Francji: 2002/03

 Liverpool
- Liga Mistrzów UEFA: 2004/05
- Superpuchar Europy UEFA: 2005
- Puchar Anglii: 2006

 Panathinaikos AO
- Super League Ellada: 2009/10
- Puchar Grecji: 2009/10

### Reprezentacja
Francja
- Puchar Konfederacji: 2003

### Indywidualne
- Król strzelców Ligue 1: 2002, 2004
- Król strzelców Super League Ellada: 2010

## Filmografia
- 2004: Les 11 commandements
- 2007: Taxi 4